# Tetragnatha perreirai
Espèce
Tetragnatha perreirai est une espèce d'araignées aranéomorphes de la famille des Tetragnathidae.

## Distribution
Cette espèce est endémique d'Oahu à Hawaï,.

## Description
Le mâle holotype mesure 5,7 mm et la femelle paratype 4,4 mm.

## Étymologie
Cette espèce est nommée en l'honneur de William D. Perreira.

## Publication originale
- Gillespie, 1992 : Hawaiian spiders of the genus Tetragnatha: I. Spiny leg clade. Journal of Arachnology vol. 19, p. 174-209 (texte intégral).